# Municipio de Winterville
El municipio de Winterville (en inglés: Winterville Township) es un municipio ubicado en el  condado de Pitt en el estado estadounidense de Carolina del Norte. En el año 2010 tenía una población de 46.280 habitantes.

## Geografía
El municipio de Winterville se encuentra ubicado en las coordenadas 35°33′14.58″N 77°22′47.87″O / 35.5540500, -77.3799639.